# Agonus cataphractus
Genre
Espèce
Statut de conservation UICN

 LC  : Préoccupation mineure
Agonus cataphractus, la souris de mer ou aspidophore est une espèce de poissons marins appartenant à la famille des Agonidae. C'est la seule espèce du genre Agonus (monotypique).

## Répartition
La souris de mer est présente dans les eaux côtières de la Norvège, dans les eaux du Royaume-Uni et dans la mer du Nord.